# JEP (entreprise)
 (avril 2017).
Si vous disposez d'ouvrages ou d'articles de référence ou si vous connaissez des sites web de qualité traitant du thème abordé ici, merci de compléter l'article en donnant les références utiles à sa vérifiabilité et en les liant à la section « Notes et références ».
Pour les articles homonymes, voir JEP.

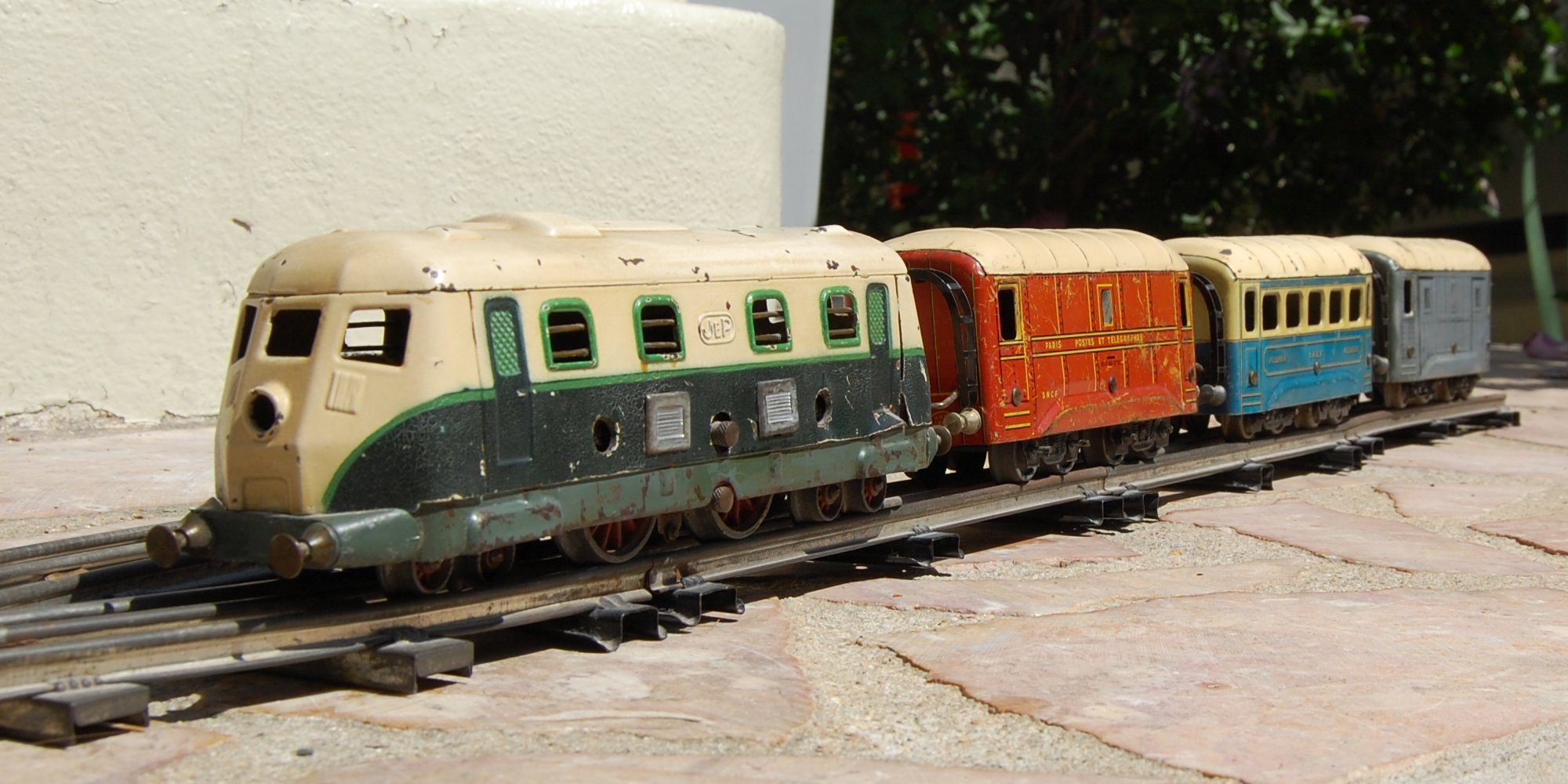
Train jouet JEP à l'échelle O.

JEP est une contraction de Jouet de Paris. Elle a été créée en 1920 pour désigner les jouets produits par la Société Industrielle de Ferblanterie (SIF) en activité depuis 1909.
Les activités les plus connues de cette marque ont été les automobiles et les trains miniatures, bien qu'elle ait cependant fabriqué aussi des poupées et des bateaux.
L'activité cesse en 1965. La marque appartient depuis à la société Norev.

## Historique
Les modèles d'automobiles en métal imprimé furent à leur apogée dans les années 1928-1930. Il s'agissait de modèles à l'échelle 1/18e environ, relativement fidèles avec direction, portières mobiles.
Du côté ferroviaire, c'est JEP qui a lancé en 1925 une gamme de trains à l'échelle 00 nommée le "Train mignon" et précurseur des trains HO. Mais ses productions furent essentiellement en échelle O jusqu'en 1963, en HO de 1949 à 1965.
Au début des années 1930 la gamme à l'échelle O, à la fois mécanique et électrique (20 volts, 3 rails), est quasi comparable en qualité aux modèles allemands de l'époque. On y note pour le haut de gamme : une rame Flèche d'Or et également une automotrice triple à soufflets qui a pour origine le TAR (train automoteur rapide) circulant sur le réseau Nord qui sont d'un réalisme inhabituel pour l'époque. JEP fabriqua aussi de multiples accessoires électrifiés : gares, signaux et un passage à niveau électromagnétique dont l'exposition est restée longtemps de rigueur dans les vitrines de Noël des grands magasins au cours des années 1960.
Vers 1950, la production O est de haute qualité pour les engins moteurs mais les prix augmentent en conséquence. La série 60, en particulier, comprend les motrices électriques BB 8100, CC 7001 prototype des CC 7100 et les vapeurs 131 T (version raccourcie des 141 TC) mais surtout la 141 P pesant près de 2,5 kg et mesurant 52 cm. Toutes ces machines sont réalisées en zamac. Mais, le matériel roulant : voitures et wagons, ne subit pas de profondes améliorations, tout comme, d'ailleurs, la série « jouet » qui est maintenue avec des véhicules très raccourcis.
Une tentative est faite de lancement de train jouet à l'échelle S : la série « Réclame » à écartement 25 mm. C'est un échec sans lendemain.
Vers le milieu des années 1950, JEP avait produit quelques fort jolis modèles de miniatures automobiles à une échelle proche du 1/43e, en plastique et zamac. Cette tentative arrivait malheureusement sur un marché dominé par d'autres marques, en particulier Dinky Toys.
Après le Train Mignon de 1925, ce n'est qu'en 1949, qu'une gamme électrique, réalisée en zamac, à l'échelle HO est lancée avec, à partir de 1952, le début de l'utilisation de la matière plastique : la voie est à 3 rails acier sur traverses en plastique. Par ailleurs, l'alimentation jusque-là en 20 volts alternatif passe au 20 volts continu comme pour la gamme en O. Le système 3 rails, en raison de sa symétrie, permet de réaliser sans difficulté des circuits se reconfigurant par aiguillages entre forme de 8 et de 0, ce qui ne sera jamais possible facilement avec les systèmes à 2 files de rails.
La gamme comprendra essentiellement la 2D2 9100, la 232R (avec un tender inédit qui n'a jamais existé), la 060 DB, la 030 DC à bielles et une petite vapeur de manœuvre 030 TX. Les voitures sont d'abord les « saucissons » État réduites à 230 mm et elles seront complétées plus tard par des Pullman CIWL, fabriquées par Rateau, un artisan, en sous-traitance. Des accessoires sont également fournis. Ces produits de qualité n'étaient néanmoins pas compétitifs avec les trains HOrnby-acHO et Jouef, plus légers, mais en plein essor à l'époque et surtout beaucoup moins chers.
La production de trains miniatures cesse en 1965.

## Propriété de la marque
Jep est une marque déposée dont le propriétaire actuel est la société Norev (404-132-052) pour l'avoir déposée le 13 mars 2007 sous le numéro 3487778.

## Les bateaux JEP
La marque va aussi fabriquer une gamme de canots automobile avec une apparence identique, mais de longueurs et de largeurs différentes, de couleur blanche, avec un liseret rouge en haut enserrant le pourtour de la coque, propulsés par un moteur à ressort, remonté avec une clé par un trou sur le pont qui s'obturait en marche. Le gouvernail s'orientait avec une barre sur des crans de blocage, un pilote à casquette bleue derrière le pare-brise, ayant le corps et les bras sur un volant dépassant à la surface du pont. 
Ces jouets auront beaucoup de succès à l'époque[réf. nécessaire], car vendus à des prix modérés, avec des modèles de longueur croissante, qui étaient toujours présentée dans la vitrine des marchands de jouets, sur un support en hauteur, de la plus petite à la plus grande longueur, en mettant en évidence la marque.